# Mercedes-Benz M254
La sigla M254 identifica un motore a scoppio prodotto a partire dal 2021 dalla Casa automobilistica tedesca Mercedes-Benz.

## Caratteristiche
Questo motore rappresenta un'evoluzione dell'unità M264 che gradualmente verrà da esso sostituita. Rispetto a quest'ultima cambia innanzitutto la cilindrata, ora leggermente innalzata (da 1991 a 1999 cm3), ma soprattutto viene montato un dispositivo ISG di seconda generazione, ora in grado di erogare una potenza massima supplementare di 20 CV invece di 14 CV com'era invece nel motore M264. Va però anche detto che già in quest'ultima unità motrice, il dispositivo ISG da 20 CV aveva cominciato ad essere utilizzato, ma solo nelle versioni da 1,6 litri. Per il resto, vengono riconfermate diverse soluzioni tecniche già presenti nel motore M264, e quindi il monoblocco e la testata in lega di alluminio e le tecnologie CONICSHAPE (conformazione leggermente conica dei cilindri, più larga nella parte bassa) e NANOSLIDE (rivestimento interno delle canne cilindri in materiale antiattrito), finalizzate alla riduzione degli attriti cui sono soggetti i pistoni durante il loro movimento, specie nella zona bassa dei cilindri. Anche questo motore è sovralimentato mediante un turbocompressore twin-scroll, che in questo caso è aiutato anche da un compressore elettrico che interviene ai bassissimi regimi in modo da evitare i fenomeni di turbo-lag da parte del turbocompressore stesso.
Questo motore viene prodotto in due livelli di cilindrata: il più piccolo è un motore da 1496 cm3 (alesaggio e corsa pari a 80,4 x 73,7 mm), mentre il più grande è un 2 litri della cilindrata di 1999 cm3 (alesggio e corsa pari ad 80,4 x 98,44 mm).
Questo motore debutta nella Mercedes-Benz C 300 W206, prodotta da marzo 2021 e nelle due varianti di cilindrata previste con potenze di 170, 204 e 258 CV. Solo la variante più potente è ottenuta con il già citato 2 litri, mentre gli altri due livelli di potenza sono ottenuti con l'unità da un litro e mezzo. In seguito, nell'ottobre dello stesso anno, questo motore è stato utilizzato per equipaggiare la C 300 e, ossia una versione ibrida, sempre facente parte della gamma W206. Per tale applicazione, questo motore è stato sensibilmente depotenziato fino a raggiungere i 204 CV di potenza massima ed è stato accoppiato ad un motore elettrico da 129 CV, cosicché la potenza massima combinata dei propulsori raggiunga i 313 CV.
| Motore Mercedes-Benz M254 |                        |                  |                          |                                                             |                |                |                          |                    |
| Variante                  | Alesaggio x corsa (mm) | Cilindrata (cm³) | Rapporto di compressione | Alimentazione                                               | Potenza CV/rpm | Coppia Nm/rpm  | Applicazioni             | Anni di produzione |
| M254E15 DEH LA            | 80,4 x 73,7            | 1496             | 10,5                     | Iniezione diretta, turbocompressore e compressore elettrico | 170/ 5500-6100 | 250/ 1800-4000 | Mercedes-Benz C 180 W206 | dal 03/2021        |
| M254E15 DEH LA            | 80,4 x 73,7            | 1496             | 10,5                     | Iniezione diretta, turbocompressore e compressore elettrico | 204/ 5800-6100 | 300/ 1800-4000 | Mercedes-Benz C 200 W206 | dal 03/2021        |
| M254E20 DEH LA            | 80,4 x 98,44           | 1999             | 10                       | Iniezione diretta, turbocompressore e compressore elettrico | 258/5800       | 400/ 2000-3200 | Mercedes-Benz C 300 W206 | dal 03/2021        |